# Benjamin Jamieson
Pour les articles homonymes, voir Jamieson.
Benjamin Jamieson, né le 15 mars 1874 en Ontario et mort le 3 décembre 1915 à Victoria, est un joueur canadien de crosse.

## Biographie
Benjamin Jamieson, joueur du Shamrock Lacrosse Team, fait partie de l'équipe nationale canadienne sacrée championne olympique de crosse aux Jeux olympiques d'été de 1904 à Saint-Louis.